# Волобуєв Михайло Михайлович
Миха́йло Миха́йлович Волобу́єв (нар. 16 травня 1946 року, м. Великий Устюг, за іншими даними — народився у Великоустюзькому районі Вологодської області на території Будівництва Опокського гідровузла (рос. Опокстрой) — пом. 13 січня 2020, м. Київ) — український спортивний журналіст і громадський діяч, президент Асоціації спортивних журналістів України (1999—2020).

## Життєпис
Народився у Великоустюзькому районі Вологодської області РРФСР (нині Російська Федерація) на території підрозділу, що існував у системі виправно-трудових установ СРСР. Своїх батьків не знав, зростав у дитячих будинках на Вологодщині.
Після 7 класів школи приїхав у 14 років до України, вступив на штурманське відділення Київського річкового технікуму. Закінчивши навчання, працював помічником капітана й механіка на суднах Дніпровського річкового пароплавства. Строкову військову службу проходив у Вірменії. Повернувся до Києва 1968-го, працював рік на флоті, відтак — у редакції новин Київської студії телебачення (1969—1970). Вступив на факультет журналістики (вечірнє відділення) Київського державного університету імені Т. Г. Шевченка, здобув вищу освіту (1970—1976).
Певний час був кореспондентом газети «Рыбак Эстонии». Працював у газетах «Юный ленинец» (1971—1972), «Комсомольское знамя» (1973—1984) — спочатку позаштатним кореспондентом, потім кореспондентом і завідувачем відділу. Був заввідділу в газеті «Радянська Україна» (1984—1986). У 1986—1989 роках — власний кореспондент ТАРС—РАТАУ в Києві та Київській області. Працював власним кореспондентом газети «Водный транспорт» по Україні, Білорусії та Молдавії, заступником головного редактора тижневика «Стадион». Власкор у газеті «Спорт-Экспресс в Украине» (1992—1999). Спортивний оглядач агентства «Ройтерз» в Україні (від 1998). У 1999—2008 роках — пресаташе Національного спортивного комплексу «Олімпійський», президент Асоціації спортивних журналістів України (цю громадську організацію зареєстровано 2000 року).
З юнацьких літ захоплювався спортом, займався веслуванням, акробатикою, боксом, у 1970-х — карате.
Жив у Києві.

### Громадська діяльність
Член Національної спілки журналістів України з 1976 року, Національного олімпійського комітету України (з 2002), віцепрезидент Української федерації карате (з 2010 року на громадських засадах організував роботу комітету зі ЗМІ та пресслужби федерації). 

### Творчість
Автор численних публікацій спортивної тематики в друкованій періодиці. Упродовж своєї кар'єри працював як журналіст на багатьох Олімпіадах, чемпіонатах світу та Європи з різних видів спорту.

## Нагороди
Відзнаки спортивних, громадських організацій.